# Asasif

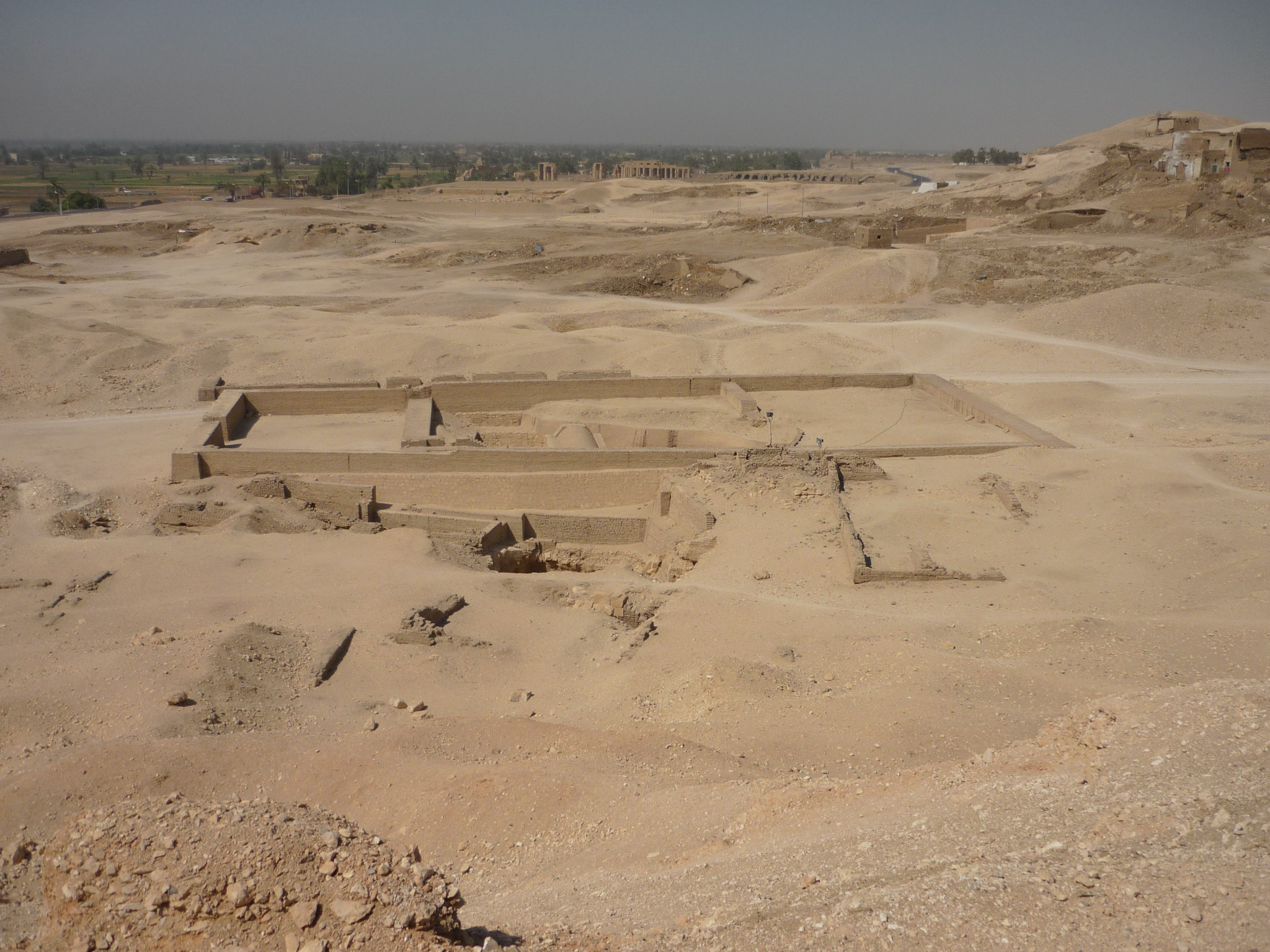
Necròpolis d'al-Assassif

Assassif és una vall (el conjunt de la qual és coneguda avui dia com a vall dels Nobles) que va servir de necròpolis per als alts funcionaris de les dinasties XIX i XX, si bé hi ha tombes anteriors i posteriors. Està molt propera al temple d'Hatshepsut.
Cal esmentar les tombes d'Ankhhor (dinastia XXVI), Kharuef (conegut com a Senaa, assistent de la reina Tiy de la dinastia XVIII) i Aba o Pabasa (gran camarlenc o administrador de Nitocris, esposa del déu d'Amon), que té els millors relleus.
Altres tombes:
- Amenemheb
- Khnumemheb
- Sheshonq
- Hori
- Pairi (Amenemopet)
- Tutmosis
- Pediamenopet
- Mentuemhet
- Bakenkhons
- Ibi
- Harwa
- Userhet
- Nakhtdjehuty
- Esbanebded
- Wehebrenebpehti
- Ptahemheb
- Tutemheb
- Bakenamon
- Padihorresnet
- Padineith
- Meru
- Wehebre
- Pemu
- Pakharu
- Amenemopet (Djehutynefer o Thonefer)
- Amenemheb
- Djar
- Intef
- Meriptah
- Basa
- Irterau
- Akhamenerau
- Piai
- Bentenduanetjer
- Bakenamon
- Samut (Kiki)
- Mutirdais
- Psamtek
- Kenamon
- Unasankh
- Ankhhor
- Amenhotep